# エリダヌス座シータ星
座標:  02h 58m 15.67525s, −40° 18′ 16.8524″
エリダヌス座θ星は、エリダヌス座の恒星で3等星。

## 概要
歴史的には、エリダヌス座の最後に表示されている。この星は北緯33度より低くてギリシャからは見えないという理由から、ヒッパルコスや後のトレミーによって「川の果て」の星として選ばれている。 
エリダヌス座θ1星とθ2星は地球から見て8.3秒離れて見え、そのふらつきから連星とされている二重星である。 

## 名称
固有名のアカマル (Achamar) は、アケルナルと同じくアラビア語で「川の果て」を意味する ākhir al-nahr に由来したものである。中世まではアカマルにあたるこの星が本来のエリダヌス座の南端の星であったが、ルネサンス期にエリダヌス座が南に拡張された時に、「川の果て」も南へ移動して現在のα星が新たに「川の果て」となったため、α星はアカマル（Acamar）と同じ ākhir al-nahr の音に由来する「アケルナル」（Achernar）と呼ばれるようになり現在に至っている。アラビア語の「川の果て」（ākhir al-nahr）という呼称もトレミーなどのギリシア系天文学に由来するもので、10世紀の天文学者アブドゥッラフマーン・スーフィーの『星座の書』によると、本来アラブの伝統的な星名では「ダチョウ」を意味する ظلیم ẓalīm と呼ばれていたという。
2016年7月20日に国際天文学連合の恒星の命名に関するワーキンググループ (Working Group on Star Names, WGSN) は、Acamar をエリダヌス座θ1星の固有名として正式に承認した。
中国では伝統的に「天園六」（現代中国では天园六、中国星座「天園」の6番目）と名づけられている。